# Blond Ambition World Tour
Blond Ambition World Tour – trzecia trasa koncertowa Madonny. W ramach trasy odbyło się 57 koncertów w 27 miastach Azji (Japonia), Ameryki Północnej i Europy. Trasa wywoływała wiele kontrowersji, co spowodowane było łączeniem przez Madonnę elementów religijnych i seksualnych. Magazyn Rolling Stone docenił wysiłek Madonny i ogłosił Blond Ambition Tour najlepszą trasą koncertową 1990 roku.

## Lista utworów
1. "Express Yourself" (elementy "Everybody")
2. "Open Your Heart"
3. "Causing a Commotion"
4. "Where’s the Party"
5. "Like a Virgin"
6. "Like a Prayer" (elementy "Act of Contrition")
7. "Live to Tell"
8. "Oh Father"
9. "Papa Don’t Preach"
10. "Sooner Or Later"
11. "Hanky Panky"
12. "Now I'm Following You"
13. "Material Girl"
14. "Cherish"
15. "Into the Groove" (elementy "Ain’t Nobody Better")
16. "Vogue"
17. "Holiday" (elementy "Do the Bus Stop")
18. "Keep It Together" (elementy "Family Affair")

## Lista koncertów
| Mapy |
| --- |
| ChibaNishinomiyaJokohama Miasta, które objęła trasa, na mapie Japonii. HoustonDallasLos AngelesOaklandRosemontTorontoAuburn · HillsWorcesterLandoverUniondaleFiladelfiaEast R. Miasta, które objęła trasa, na mapie Stanów Zjednoczonych. GöteborgParyżRzymTurynMonachiumDortmundLondynRotterdamMadrytVigoBarcelonaNicea Miasta, które objęła trasa, na mapie Europy. |

| Azja             |                 |                   |                                   |
| 13 kwietnia 1990 | Chiba           | Japonia           | Stadion Marine                    |
| 14 kwietnia 1990 | Chiba           | Japonia           | Stadion Marine                    |
| 15 kwietnia 1990 | Chiba           | Japonia           | Stadion Marine                    |
| 20 kwietnia 1990 | Osaka           | Japonia           | Stadion Nishinomija Hankju        |
| 21 kwietnia 1990 | Osaka           | Japonia           | Stadion Nishinomija Hankju        |
| 22 kwietnia 1990 | Osaka           | Japonia           | Stadion Nishinomija Hankju        |
| 25 kwietnia 1990 | Jokohama        | Japonia           | Stadion Jokohama                  |
| 26 kwietnia 1990 | Jokohama        | Japonia           | Stadion Jokohama                  |
| 27 kwietnia 1990 | Jokohama        | Japonia           | Stadion Jokohama                  |
| Ameryka Północna |                 |                   |                                   |
| 4 maja 1990      | Houston         | Stany Zjednoczone | The Summit                        |
| 5 maja 1990      | Houston         | Stany Zjednoczone | The Summit                        |
| 7 maja 1990      | Dallas          | Stany Zjednoczone | Reunion Arena                     |
| 8 maja 1990      | Dallas          | Stany Zjednoczone | Reunion Arena                     |
| 11 maja 1990     | Los Angeles     | Stany Zjednoczone | Memorial Sports Arena             |
| 12 maja 1990     | Los Angeles     | Stany Zjednoczone | Memorial Sports Arena             |
| 13 maja 1990     | Los Angeles     | Stany Zjednoczone | Memorial Sports Arena             |
| 15 maja 1990     | Los Angeles     | Stany Zjednoczone | Memorial Sports Arena             |
| 16 maja 1990     | Los Angeles     | Stany Zjednoczone | Memorial Sports Arena             |
| 18 maja 1990     | Oakland         | Stany Zjednoczone | Koloseum Arena                    |
| 19 maja 1990     | Oakland         | Stany Zjednoczone | Koloseum Arena                    |
| 20 maja 1990     | Oakland         | Stany Zjednoczone | Koloseum Arena                    |
| 23 maja 1990     | Chicago         | Stany Zjednoczone | Rosemont Horizon                  |
| 24 maja 1990     | Chicago         | Stany Zjednoczone | Rosemont Horizon                  |
| 27 maja 1990     | Toronto         | Kanada            | SkyDome                           |
| 28 maja 1990     | Toronto         | Kanada            | SkyDome                           |
| 29 maja 1990     | Toronto         | Kanada            | SkyDome                           |
| 31 maja 1990     | Detroit         | Stany Zjednoczone | The Palace of Auburn Hills        |
| 1 czerwca 1990   | Detroit         | Stany Zjednoczone | The Palace of Auburn Hills        |
| 4 czerwca 1990   | Worcester       | Stany Zjednoczone | The Center                        |
| 5 czerwca 1990   | Worcester       | Stany Zjednoczone | The Center                        |
| 8 czerwca 1990   | Landover        | Stany Zjednoczone | Capital Centre                    |
| 9 czerwca 1990   | Landover        | Stany Zjednoczone | Capital Centre                    |
| 11 czerwca 1990  | Uniondale       | Stany Zjednoczone | Koloseum Nassau Veterans Memorial |
| 12 czerwca 1990  | Uniondale       | Stany Zjednoczone | Koloseum Nassau Veterans Memorial |
| 13 czerwca 1990  | Uniondale       | Stany Zjednoczone | Koloseum Nassau Veterans Memorial |
| 16 czerwca 1990  | Filadelfia      | Stany Zjednoczone | Spectrum Arena                    |
| 17 czerwca 1990  | Filadelfia      | Stany Zjednoczone | Spectrum Arena                    |
| 20 czerwca 1990  | East Rutherford | Stany Zjednoczone | Brendan Byrne Arena               |
| 21 czerwca 1990  | East Rutherford | Stany Zjednoczone | Brendan Byrne Arena               |
| 24 czerwca 1990  | East Rutherford | Stany Zjednoczone | Brendan Byrne Arena               |
| 25 czerwca 1990  | East Rutherford | Stany Zjednoczone | Brendan Byrne Arena               |
| Europa           |                 |                   |                                   |
| 30 czerwca 1990  | Göteborg        | Szwecja           | Stocznia Eriksberg                |
| 3 lipca 1990     | Paryż           | Francja           | Palais Omnisports de Paris-Bercy  |
| 4 lipca 1990     | Paryż           | Francja           | Palais Omnisports de Paris-Bercy  |
| 6 lipca 1990     | Paryż           | Francja           | Palais Omnisports de Paris-Bercy  |
| 10 lipca 1990    | Rzym            | Włochy            | Stadion Flaminio                  |
| 13 lipca 1990    | Turyn           | Włochy            | Stadion Delle Alpi                |
| 15 lipca 1990    | Monachium       | Niemcy            | Stadion Riemer Reit               |
| 17 lipca 1990    | Dortmund        | Niemcy            | West Falen Halle                  |
| 20 lipca 1990    | Londyn          | Wielka Brytania   | Stadion Wembley                   |
| 21 lipca 1990    | Londyn          | Wielka Brytania   | Stadion Wembley                   |
| 22 lipca 1990    | Londyn          | Wielka Brytania   | Stadion Wembley                   |
| 24 lipca 1990    | Rotterdam       | Holandia          | Stadion Feijenoord                |
| 27 lipca 1990    | Madryt          | Hiszpania         | Stadion Vicente Calderón          |
| 29 lipca 1990    | Vigo            | Hiszpania         | Stadion Balaídos                  |
| 1 sierpnia 1990  | Barcelona       | Hiszpania         | Stadion Olimpijski                |
| 5 sierpnia 1990  | Nicea           | Francja           | Stadion de l’Ouest                |

## Koncerty odwołane
| Data            | Miasto          | Kraj              | Obiekt              |
| --------------- | --------------- | ----------------- | ------------------- |
| 25 maja 1990    | Chicago         | Stany Zjednoczone | Rosemont Horizon    |
| 6 czerwca 1990  | Worcester       | Stany Zjednoczone | The Center          |
| 15 czerwca 1990 | Filadelfia      | Stany Zjednoczone | Spectrum Arena      |
| 19 czerwca 1990 | East Rutherford | Stany Zjednoczone | Brendan Byrne Arena |
| 22 czerwca 1990 | East Rutherford | Stany Zjednoczone | Brendan Byrne Arena |
| 1 lipca 1990    | Berlin          | Niemcy            | Stadion Olimpijski  |
| 11 lipca 1990   | Rzym            | Włochy            | Stadion Flaminio    |

## Koncerty przełożone
|    | Data          | Miasto   | Kraj   | Obiekt                |
| -- | ------------- | -------- | ------ | --------------------- |
| z  | 15 lipca 1990 | Kolonia  | Niemcy | Stadion Mungersdorfer |
| na | 17 lipca 1990 | Dortmund | Niemcy | West Falen Halle      |

|    | Data          | Miasto    | Kraj   | Obiekt              |
| -- | ------------- | --------- | ------ | ------------------- |
| z  | 17 lipca 1990 | Monachium | Niemcy | Stadion Olimpijski  |
| na | 15 lipca 1990 | Monachium | Niemcy | Stadion Riemer Reit |

|    | Data          | Miasto | Kraj      | Obiekt                   |
| -- | ------------- | ------ | --------- | ------------------------ |
| z  | 28 lipca 1990 | Madryt | Hiszpania | Stadion Vicente Calderón |
| na | 29 lipca 1990 | Vigo   | Hiszpania | Stadion Balaídos         |

## Zespół
- Reżyseria: Christopher Ciccone & Madonna
- Choreografia: Vince Paterson
- Dyrektor:  Christopher Ciccone
- Muzyka:  Jai Winding
- Kostiumy: Jean-Paul Gaultier
- Dodatkowe kostiumy:  Marlene Stewart
- Management:  Freddy DeMann
- Keyboard: Jai Winding and Kevin Kendrick
- Gitara: Carlos Rios and David Williams
- Basista: Darryl Jones
- Bębny: Jonathan Moffet
- Perkusja: Luis Conte
- Dodatkowy keyboard:  Mike McKnight
- Chórki:  Niki Haris and Donna DeLory
- Tancerze: Luis Camacho, Oliver Crumes, Slam, Jose Gutierez, Kevin A. Stea, Gabriel Trupin, and Carlton Wilborn
- Manager: John Draper
- Produkcja: Chris Lamb, GLS Productions
- Manager trasy: Mike Grizel
- Dekoracja: John McGraw
- Oświetlenie: Peter Morse
- Asystentka: Melissa Crow
- Opiekun kostiumów: Christopher Ciccone
- Stylista: Joanne Grier
- Masaż: Julie Chertow
- Trener: Robert Parr
- Psycholog: Pamela Gatell
- Promocja: Liz Rosenberg and Warner Bros. Records New York
- Ochrona: Clay Tave